# Honda Indy 200 2021
De Honda Indy 200 2021 was de tiende race van de IndyCar Series 2021. De race werd gehouden op zondag 4 juli 2021 in Lexington, Ohio op het Mid-Ohio Sports Car Course. Josef Newgarden won de race vanaf poleposition en leidde alle ronden op 7 na. De overwinning maakte een einde aan Team Penske's langste winstloze reeks om een seizoen te beginnen sinds 1999.

## Inschrijvingen
Ryan Norman maakte zijn IndyCar-debuut op Mid-Ohio.
W = eerdere winnaar
R = rookie
| No.   | Coureur            | Team                                    | Motor     |
| ----- | ------------------ | --------------------------------------- | --------- |
| 2     | Josef Newgarden W  | Team Penske                             | Chevrolet |
| 3     | Scott McLaughlin R | Team Penske                             | Chevrolet |
| 4     | Dalton Kellett     | A. J. Foyt Enterprises                  | Chevrolet |
| 5     | Patricio O'Ward    | Arrow McLaren SP                        | Chevrolet |
| 7     | Felix Rosenqvist   | Arrow McLaren SP                        | Chevrolet |
| 8     | Marcus Ericsson    | Chip Ganassi Racing                     | Honda     |
| 9     | Scott Dixon W      | Chip Ganassi Racing                     | Honda     |
| 10    | Álex Palou         | Chip Ganassi Racing                     | Honda     |
| 12    | Will Power W       | Team Penske                             | Chevrolet |
| 14    | Sébastien Bourdais | A. J. Foyt Enterprises                  | Chevrolet |
| 15    | Graham Rahal W     | Rahal Letterman Lanigan Racing          | Honda     |
| 18    | Ed Jones           | Dale Coyne Racing with Vasser-Sullivan  | Honda     |
| 20    | Conor Daly         | Ed Carpenter Racing                     | Chevrolet |
| 21    | Rinus Veekay       | Ed Carpenter Racing                     | Chevrolet |
| 22    | Simon Pagenaud W   | Team Penske                             | Chevrolet |
| 26    | Colton Herta W     | Andretti Autosport with Curb-Agajanian  | Honda     |
| 27    | Alexander Rossi W  | Andretti Autosport                      | Honda     |
| 28    | Ryan Hunter-Reay   | Andretti Autosport                      | Honda     |
| 29    | James Hinchcliffe  | Andretti Steinbrenner Autosport         | Honda     |
| 30    | Takuma Sato        | Rahal Letterman Lanigan Racing          | Honda     |
| 45    | Santino Ferrucci   | Rahal Letterman Lanigan Racing          | Honda     |
| 48    | Jimmie Johnson R   | Chip Ganassi Racing                     | Honda     |
| 51    | Romain Grosjean R  | Dale Coyne Racing with Rick Ware Racing | Honda     |
| 52    | Ryan Norman R      | Dale Coyne Racing with Rick Ware Racing | Honda     |
| 59    | Max Chilton        | Carlin                                  | Chevrolet |
| 60    | Jack Harvey        | Meyer Shank Racing                      | Honda     |
| Bron: |                    |                                         |           |

## Classificatie

### Trainingen

#### Training 1
Training 1 vond plaats om 14:30 ET op 2 juli 2021.
| Pos.  | No. | Coureur           | Team               | Motor     | Tijd       |
| ----- | --- | ----------------- | ------------------ | --------- | ---------- |
| 1     | 2   | Josef Newgarden W | Team Penske        | Chevrolet | 01:07.2524 |
| 2     | 5   | Patricio O'Ward   | Arrow McLaren SP   | Chevrolet | 01:07.5050 |
| 3     | 60  | Jack Harvey       | Meyer Shank Racing | Honda     | 01:07.5840 |
| Bron: |     |                   |                    |           |            |

#### Training 2
Training 2 vond plaats om 9:05 ET op 3 juli 2021.
| Pos.  | No. | Coureur           | Team                                   | Motor     | Tijd       |
| ----- | --- | ----------------- | -------------------------------------- | --------- | ---------- |
| 1     | 5   | Patricio O'Ward   | Arrow McLaren SP                       | Chevrolet | 01:06.0911 |
| 2     | 2   | Josef Newgarden W | Team Penske                            | Chevrolet | 01:06.0993 |
| 3     | 26  | Colton Herta W    | Andretti Autosport with Curb-Agajanian | Honda     | 01:06.1839 |
| Bron: |     |                   |                                        |           |            |

### Kwalificatie
De kwalificatie vond plaats om 12.00 ET op 3 juli 2021.
In kwalificatiegroep 1 kon Will Power pas na vier minuten de baan op, nadat hij tijdens zijn outlap een pitstop had gemaakt vanwege een ECU-probleem. In de laatste ronde spinde Jack Harvey zijn auto in bocht 9, waardoor er een gele vlag werd getoond aan het einde van de sector op de baan. Alexander Rossi en Simon Pagenaud passeerden beiden de stilstaande auto van Harvey, waarbij Rossi vertraagde voor de gele vlag, terwijl Pagenaud dat niet deed. Pagenaud verbeterde zijn snelste tijd en was klaar om door te gaan naar Q2, maar een beslissing van de wedstrijdleiding maakte de snelste rondetijden van alle drie de rijders ongeldig. Rossi eindigde als zesde met zijn tweede snelste ronde, waardoor hij doorging naar Q2, samen met leider Josef Newgarden, gevolgd door Álex Palou, Will Power, Sébastien Bourdais en Graham Rahal.
In kwalificatiegroep 2 miste Patricio O'Ward, die de trainingen had geleid en tweede stond in de puntenstand, de doorgang naar Q2. Voormalig Formule 1-coureur Romain Grosjean slaagde er voor het eerst sinds zijn debuut in IndyCar op een road course niet in Q2 te bereiken. Rinus VeeKay, die twee weken voor de race zijn sleutelbeen brak bij een fietsongeluk en daardoor de vorige race mistte, versloeg rookie Scott McLaughlin met 6 milliseconden voor een plek in Q2. Colton Herta voerde de groep aan, gevolgd door Scott Dixon, Marcus Ericsson, Ryan Hunter-Reay en James Hinchcliffe.
Q2 begon met de coureurs van Chip Ganassi die de baan op gingen met licht versleten alternate compound banden, in tegenstelling tot de andere teams die op de primary compound reden, voordat ze een pitstop maakten voor nieuwe alternate compound banden voor hun kwalificatieronden. Sébastien Bourdais kreeg een drive-through penalty voor te hard rijden in de pitstraat en zette geen snelle ronde neer. Laat in de sessie schoven Dixon en Ericsson door naar respectievelijk de 5e en 6e plaats. Ericsson zette een ronde neer die slechts 4 honderdsten van een seconde sneller was dan kampioenschapspuntenleider Palou, gevolgd door Rahal, Hinchcliffe, Hunter-Reay en VeeKay.
Newgarden leidde de laatste 6 coureurs die Q3 ingingen, achter hem zaten Herta, Power, Rossi, Dixon en Ericsson. Power viel na een fout in zijn snelle ronde terug naar de 4e plaats, waardoor Ericsson promoveerde naar de 3e plaats, met Dixon als 5e en Rossi als 6e. Newgarden en Herta voerden beide de tijden van het veld aan met 0,4 seconden, maar Newgarden kwam als winnaar uit de bus met een uiterst dunne marge van 3 milliseconden tussen hun rondetijden. Newgarden's poleposition voor Team Penske markeerde de verjaardag van de eerste overwinning van het team in 1971, waarbij Mark Donohue won tijdens de Pocono 500; het was ook de eerste keer dat een coureur drie opeenvolgende poles behaalde sinds 2015.
| Pos.  | No. | Coureur            | Team                                    | Motor     | Tijd       | Tijd       | Tijd       | Tijd       | Grid |
| Pos.  | No. | Coureur            | Team                                    | Motor     | Ronde 1    | Ronde 1    | Ronde 2    | Ronde 3    | Grid |
| Pos.  | No. | Coureur            | Team                                    | Motor     | Groep 1    | Groep 2    | Ronde 2    | Ronde 3    | Grid |
| ----- | --- | ------------------ | --------------------------------------- | --------- | ---------- | ---------- | ---------- | ---------- | ---- |
| 1     | 2   | Josef Newgarden W  | Team Penske                             | Chevrolet | 01:06.0168 | N/A        | 01:06.1630 | 01:06.6739 | 1    |
| 2     | 26  | Colton Herta W     | Andretti Autosport with Curb-Agajanian  | Honda     | N/A        | 01:06.2685 | 01:06.2030 | 01:06.6770 | 2    |
| 3     | 8   | Marcus Ericsson    | Chip Ganassi Racing                     | Honda     | N/A        | 01:06.4587 | 01:06.4499 | 01:07.0723 | 3    |
| 4     | 12  | Will Power W       | Team Penske                             | Chevrolet | 01:06.5423 | N/A        | 01:06.2386 | 01:07.1161 | 4    |
| 5     | 9   | Scott Dixon W      | Chip Ganassi Racing                     | Honda     | N/A        | 01:06.3232 | 01:06.2775 | 01:07.1358 | 5    |
| 6     | 27  | Alexander Rossi W  | Andretti Autosport                      | Honda     | 01:06.6453 | N/A        | 01:06.2453 | 01:07.2181 | 6    |
| 7     | 9   | Álex Palou         | Chip Ganassi Racing                     | Honda     | 01:06.5130 | N/A        | 01:06.4883 | N/A        | 7    |
| 8     | 15  | Graham Rahal W     | Rahal Letterman Lanigan Racing          | Honda     | 01:06.5603 | N/A        | 01:06.5946 | N/A        | 8    |
| 9     | 29  | James Hinchcliffe  | Andretti Steinbrenner Autosport         | Honda     | N/A        | 01:06.7155 | 01:06.6134 | N/A        | 9    |
| 10    | 28  | Ryan Hunter-Reay   | Andretti Autosport                      | Honda     | N/A        | 01:06.5961 | 01:06.7517 | N/A        | 10   |
| 11    | 21  | Rinus Veekay       | Ed Carpenter Racing                     | Chevrolet | N/A        | 01:06.7250 | 01:06.7671 | N/A        | 11   |
| 12    | 14  | Sébastien Bourdais | A. J. Foyt Enterprises                  | Chevrolet | 01:06.6117 | N/A        | 01:06.9232 | N/A        | 12   |
| 13    | 7   | Felix Rosenqvist   | Arrow McLaren SP                        | Chevrolet | 01:06.7898 | N/A        | N/A        | N/A        | 13   |
| 14    | 3   | Scott McLaughlin R | Team Penske                             | Chevrolet | N/A        | 01:06.7313 | N/A        | N/A        | 14   |
| 15    | 22  | Simon Pagenaud W   | Team Penske                             | Chevrolet | 01:06.8437 | N/A        | N/A        | N/A        | 15   |
| 16    | 18  | Ed Jones           | Dale Coyne Racing with Vasser-Sullivan  | Honda     | N/A        | 01:06.7882 | N/A        | N/A        | 16   |
| 17    | 59  | Max Chilton        | Carlin                                  | Chevrolet | 01:06.8473 | N/A        | N/A        | N/A        | 17   |
| 18    | 51  | Romain Grosjean R  | Dale Coyne Racing with Rick Ware Racing | Honda     | N/A        | 01:06.8642 | N/A        | N/A        | 18   |
| 19    | 30  | Takuma Sato        | Rahal Letterman Lanigan Racing          | Honda     | 01:07.0951 | N/A        | N/A        | N/A        | 19   |
| 20    | 5   | Patricio O'Ward    | Arrow McLaren SP                        | Chevrolet | N/A        | 01:06.8679 | N/A        | N/A        | 20   |
| 21    | 4   | Dalton Kellett     | A. J. Foyt Enterprises                  | Chevrolet | 01:07.5866 | N/A        | N/A        | N/A        | 21   |
| 22    | 45  | Santino Ferrucci   | Rahal Letterman Lanigan Racing          | Honda     | N/A        | 01:06.9254 | N/A        | N/A        | 22   |
| 23    | 60  | Jack Harvey        | Meyer Shank Racing                      | Honda     | 01:07.6740 | N/A        | N/A        | N/A        | 23   |
| 24    | 20  | Conor Daly         | Ed Carpenter Racing                     | Chevrolet | N/A        | 01:07.0704 | N/A        | N/A        | 24   |
| 25    | 48  | Jimmie Johnson R   | Chip Ganassi Racing                     | Honda     | 01:08.4077 | N/A        | N/A        | N/A        | 25   |
| 26    | 52  | Ryan Norman R      | Dale Coyne Racing with Rick Ware Racing | Honda     | N/A        | 01:07.4714 | N/A        | N/A        | 26   |
| Bron: |     |                    |                                         |           |            |            |            |            |      |

- Vetgedrukte tekst geeft de snelste tijd in de sessie aan.

### Warmup
De laatste training vond plaats om 15.30 ET op 3 juli 2021.
| Pos.  | No. | Coureur           | Team                                    | Motor | Tijd       |
| ----- | --- | ----------------- | --------------------------------------- | ----- | ---------- |
| 1     | 9   | Scott Dixon W     | Chip Ganassi Racing                     | Honda | 01:08.0256 |
| 2     | 26  | Colton Herta W    | Andretti Autosport with Curb-Agajanian  | Honda | 01:08.0745 |
| 3     | 51  | Romain Grosjean R | Dale Coyne Racing with Rick Ware Racing | Honda | 01:08.1490 |
| Bron: |     |                   |                                         |       |            |

### Race
De race vond plaats om 12.00 ET op 4 juli 2021.
Na het uiten van zorgen over de prestaties van zijn motor, werd de motor van Josef Newgarden voor de racedag vervangen. Newgarden kreeg een flinke voorsprong toen de race onder de groene vlag doorging, met auto's die zich achter hem opstapelden. Bij het uitkomen van de eerste bocht van de race raakte James Hinchcliffe de rechter achterkant van zijn teamgenoot Ryan Hunter-Reay, waardoor hij zelf spinde en Hunter-Reay in de bandenbarrière belandde, waardoor de gele vlag uitging. Felix Rosenqvist, die achter Hinchcliffe zat, remde af om zijn auto te ontwijken, maar werd van achteren aangereden en spinde. Alle drie de coureurs maakten na het incident een pitstop, waarbij de pitcrews van Rosenqvist en Hunter-Reay de schade probeerden te herstellen; Hinchcliffe kreeg een nieuwe set banden en keerde terug op de baan. Rosenqvist keerde terug met één ronde achterstand en Hunter-Reay met twee ronden achterstand.
De race werd hervat in ronde 3, maar zou een ronde later opnieuw onder geel worden gezet toen Scott Dixon Will Power onder druk zette aan de binnenkant van bocht 5, waardoor Power's rechter voorkant werd geraakt en hij spinde. Power spinde zijn achterwielen en veroorzaakte een rookwolk in de blinde afdaling na bocht 5, en zijn auto stopte op de baan nadat de motor afsloeg. Door de rookontwikkeling kwam Ed Jones in botsing met Power's auto, waardoor beiden uit de race werden gehaald. Power liet zijn hand zwachtelen na het incident.
De race werd hervat in ronde 9, waar Romain Grosjean Scott McLaughlin passeerde voor de 10e plaats. In ronde 10 probeerde hij Sébastien Bourdais te omzeilen, die de binnenkant van bocht 2 blokkeerde. In ronde 32 maakte Colton Herta zijn reguliere pitstop onder de groene vlag, maar door een probleem met het tanken van zijn auto duurde de pitstop veel langer dan normaal. Herta kwam uit zijn pitbox na een stop van 25 seconden (gemiddelde stop is 6-10 seconden) en kwam als 8e uit de pits, waardoor hij 6 posities terugviel in de rangorde, en een extra positie verloor nadat Graham Rahal hem op het rechte stuk voorbij ging. Herta maakte zijn tweede stop in ronde 57, waarbij hij ditmaal zijn auto afsloeg voordat hij uit de pitbox kwam.
Na de laatste cyclus van pitstops voor alle coureurs leidde Newgarden met 6,5 seconden voorsprong op Marcus Ericsson, met Álex Palou en de rest van het veld 13 seconden achter Ericsson. Met nog 9 ronden te gaan had Ericsson het gat met Newgarden gehalveerd. Ericsson bleef Newgarden inhalen naarmate de finish naderde, Newgarden gebruikte zijn resterende push-to-pass vermogen om Ericsson af te houden. Bij de start van de laatste ronde was het gat tussen de twee coureurs minder dan 1 seconde, maar Newgarden hield de opmars met succes tegen en kwam over de finish na 73 van de 80 ronden van de race te hebben geleid.
Herta moest in de laatste ronde opnieuw stoppen omdat hij niet genoeg brandstof had om de race uit te rijden. Ondertussen kwam Patricio O'Ward terug van zijn slechte kwalificatie en eindigde de race als 8e, waarmee hij 12 posities won. Grosjean herstelde ook zijn kwalificatie en eindigde voor O'Ward nadat hij als 18e was gestart. Hoewel Jack Harvey in ronde 65 de snelste ronde van de race neerzette, bracht zijn drie-stopstrategie hem op de 19e plaats.
| Pos.                                                                    | No. | Coureur            | Team                                    | Motor     | Rondes | Tijd         | Pit stops | Grid | Geleide ronden | Pts. |
| ----------------------------------------------------------------------- | --- | ------------------ | --------------------------------------- | --------- | ------ | ------------ | --------- | ---- | -------------- | ---- |
| 1                                                                       | 2   | Josef Newgarden W  | Team Penske                             | Chevrolet | 80     | 1:39:58.8551 | 2         | 1    | 73             | 54   |
| 2                                                                       | 8   | Marcus Ericsson    | Chip Ganassi Racing                     | Honda     | 80     | +0.8790      | 2         | 3    | 2              | 41   |
| 3                                                                       | 10  | Álex Palou         | Chip Ganassi Racing                     | Honda     | 80     | +22.2350     | 2         | 7    |                | 35   |
| 4                                                                       | 9   | Scott Dixon W      | Chip Ganassi Racing                     | Honda     | 80     | +32.3775     | 2         | 5    |                | 32   |
| 5                                                                       | 27  | Alexander Rossi W  | Andretti Autosport                      | Honda     | 80     | +33.1414     | 2         | 6    |                | 30   |
| 6                                                                       | 15  | Graham Rahal W     | Rahal Letterman Lanigan Racing          | Honda     | 80     | +34.1226     | 2         | 8    |                | 28   |
| 7                                                                       | 51  | Romain Grosjean R  | Dale Coyne Racing with Rick Ware Racing | Honda     | 80     | +35.1630     | 2         | 18   |                | 26   |
| 8                                                                       | 5   | Patricio O'Ward    | Arrow McLaren SP                        | Chevrolet | 80     | +35.6929     | 2         | 20   |                | 24   |
| 9                                                                       | 45  | Santino Ferrucci   | Rahal Letterman Lanigan Racing          | Honda     | 80     | +35.9931     | 2         | 22   |                | 22   |
| 10                                                                      | 30  | Takuma Sato        | Rahal Letterman Lanigan Racing          | Honda     | 80     | +50.3316     | 2         | 19   |                | 20   |
| 11                                                                      | 14  | Sébastien Bourdais | A. J. Foyt Enterprises                  | Chevrolet | 80     | +52.0013     | 2         | 12   |                | 19   |
| 12                                                                      | 3   | Scott McLaughlin R | Team Penske                             | Chevrolet | 80     | +52.4250     | 2         | 14   |                | 18   |
| 13                                                                      | 26  | Colton Herta W     | Andretti Autosport with Curb-Agajanian  | Honda     | 80     | +56.8482     | 3         | 2    | 5              | 18   |
| 14                                                                      | 22  | Simon Pagenaud W   | Team Penske                             | Chevrolet | 80     | +58.3495     | 2         | 15   |                | 16   |
| 15                                                                      | 20  | Conor Daly         | Ed Carpenter Racing                     | Chevrolet | 80     | +58.8125     | 2         | 24   |                | 15   |
| 16                                                                      | 21  | Rinus Veekay       | Ed Carpenter Racing                     | Chevrolet | 80     | +59.6397     | 2         | 11   |                | 14   |
| 17                                                                      | 29  | James Hinchcliffe  | Andretti Steinbrenner Autosport         | Honda     | 80     | +1:07.5124   | 3         | 9    |                | 13   |
| 18                                                                      | 59  | Max Chilton        | Carlin                                  | Chevrolet | 80     | +1:08.0533   | 3         | 17   |                | 12   |
| 19                                                                      | 60  | Jack Harvey        | Meyer Shank Racing                      | Honda     | 80     | +1:08.4796   | 3         | 23   |                | 11   |
| 20                                                                      | 52  | Ryan Norman R      | Dale Coyne Racing with Rick Ware Racing | Honda     | 79     | +1 ronde     | 3         | 26   |                | 10   |
| 21                                                                      | 4   | Dalton Kellett     | A. J. Foyt Enterprises                  | Chevrolet | 79     | +1 ronde     | 2         | 21   |                | 9    |
| 22                                                                      | 48  | Jimmie Johnson R   | Chip Ganassi Racing                     | Honda     | 79     | +1 ronde     | 4         | 25   |                | 8    |
| 23                                                                      | 7   | Felix Rosenqvist   | Arrow McLaren SP                        | Chevrolet | 78     | +2 rondes    | 5         | 13   |                | 7    |
| 24                                                                      | 28  | Ryan Hunter-Reay   | Andretti Autosport                      | Honda     | 78     | +2 rondes    | 4         | 10   |                | 6    |
| 25                                                                      | 12  | Will Power W       | Team Penske                             | Chevrolet | 3      | Contact      | 0         | 4    |                | 5    |
| 26                                                                      | 18  | Ed Jones           | Dale Coyne Racing with Vasser-Sullivan  | Honda     | 3      | Contact      | 0         | 16   |                | 5    |
| Snelste ronde: Jack Harvey (Meyer Shank Racing) – 01:08.7341 (ronde 65) |     |                    |                                         |           |        |              |           |      |                |      |
| Bron:                                                                   |     |                    |                                         |           |        |              |           |      |                |      |

## Tussenstanden kampioenschap
| Pos. | Coureur         | Punten |
| ---- | --------------- | ------ |
| 1.   | Álex Palou      | 384    |
| 2.   | Patricio O'Ward | 345    |
| 3.   | Scott Dixon     | 328    |
| 4.   | Josef Newgarden | 315    |
| 5.   | Marcus Ericsson | 280    |

| Pos. | Team      | Punten |
| 1.   | Honda     | 863    |
| 2.   | Chevrolet | 790    |